# Färberei in der Antike

## Färbemethoden im römischen Reich
Aus der Wurzel des Krapp (lat.: rubia tinctorum oder rubia peregrina) gewann man bereits in der Antike einen roten Farbstoff. Plinius der Ältere nennt diese Pflanze in seinem Werk naturalis historia rubia, erythrodanum oder ereuthodanum. Plinius zufolge wurde der Krapp bereits um 50 n. Chr. in der Nähe von Rom angepflanzt. Pedanios Dioskurides erwähnt, dass die Pflanze in den Olivenhainen bei Ravenna angepflanzt wurde.
Doch Krapp war als Färbemittel schon lange vor der Römerzeit bekannt. Der älteste Nachweis hierfür wurde an einem in Mohenjo-daro im heutigen Pakistan gefundenen Schnurstück erstellt. Dieser Fund stammt aus der Zeit um 2200 v. Chr. Ein hohes Alter hat die Krappfärberei auch in Ägypten. Der dort ermittelte älteste Nachweis stammt aus der Arbeitersiedlung von Kahun und ist der Zeit um 1550 v. Chr. zuzuordnen. Auch Textilfragmente aus dem Grab des berühmten Pharao Tut-ench-amun ergaben Krapp als Färbemittel.
Krappähnliche Pflanzen zeigten als Färbemittel eine weite Verbreitung über das Mittelmeergebiet hinaus. So kannte man Färbungen dieser Art bereits in der Han-Zeit in China, die ungefähr der Zeit der Römerherrschaft entspricht. In einer ähnlichen Zeitspanne färbten die Indianer Perus mit Pflanzen der Relbunium-Familie, die ebenfalls krappähnliche Färbungen ergaben.
Die ältesten Rezepte für Krappfärbungen sind auf einer neobabylonischen Tontafel aus der Zeit um 700 v. Chr. enthalten. Auch der Papyrus Graecus Holmiensis mit der umfangreichsten Sammlung antiker Färberezepturen, der zu Beginn des vierten nachchristlichen Jahrhunderts niedergeschrieben wurde, erwähnt Färbungen mit Krapp.
Die Entdeckung der Färbemethoden mit Purpur aus den Seeschnecken der Arten murex brandaris, murex trunculus und purpura haemastoma (neuere Bezeichnungen: bolinus brandaris, hexaplex trunculus und thais haemastoma) geht nach bisherigen Anschauungen und laut der literarischen Tradition auf die Phönizier zurück. Die neuere Forschung hat jedoch festgestellt, dass die Minoer auf Kreta die Purpurfärberei schon vor den Phöniziern ausgeführt haben. Färbungen mit Purpur waren äußerst teuer, es gab daher auch zahlreiche Möglichkeiten Purpur mit billigeren Farbstoffen zu strecken. Purpurfärbungen wurden durch Überfärben mit Krapp oder durch vorfärben bzw. grundieren des Textils mit dem Flechtenfarbstoff Orseille (rocella tinctoria) vorgetäuscht. Diese Ersatzstoffe nannte man Conchylienpurpur, welcher im Gegensatz zu echtem Purpur relativ billig war, da man dafür nur wenig Schneckenpurpur benötigte. Diese Deutung des bei Plinius dem Älteren zu findenden Ausdruckes ist in der Literatur allerdings umstritten. Ferner konnte man durch Vorfärbung mit Kermes oder Überfärbung mit sog. tyrischem Purpur eine billigere Purpurfärbung erzielen. Daraus gewann man einen bläulichroten Farbton, der als Hysgin–Purpur (nach der Pflanze hyacinthus) bezeichnet wurde.
Im spätantiken Ägypten imitierte man den Schneckenpurpur durch eine Mischung aus Indigo und Krapp und bezeichnete das Resultat als Ägyptischen Purpur. Für die Herstellung von billigeren Purpurfärbungen gab es in der Antike sogar eine eigene Industrie. Im Papyrus Graecus Holmiensis wird laut Meinung mancher Autoren beispielsweise eine Rezeptsammlung zur Herstellung von falschem Purpur überliefert. Die neuere Forschung akzeptiert diese These allerdings nicht, zumal eine kommerzielle Nutzung dieser Rezepte sehr fraglich ist. Die Rezepte stammen zwar mit ziemlicher Wahrscheinlichkeit von praktischen Färbern, sie wurden aber vermutlich von Alchimisten teilweise in deren Sinne umgedeutet.
Die römischen Gewänder, die vestes fucatae genannt wurden, wurden möglicherweise mit Orseille – auch Lackmusflechte (lat.: rocella tinctoria, fucus marinus, alga maris) genannt – gefärbt. Diese Pflanze war eine Flechtenart, aus der man auch Farblacke herstellen konnte, welche als Künstlerpigmente verwendet wurden. Safran (lat.: crocus sativus) wurde Plinius zufolge in den Abruzzen und in Sizilien angebaut. Die Blütennarben verwendete man zum Gelbfärben von Frauenkleidung und zur Herstellung von Künstlerpigmenten.
Aus dem Kraut und dem Samen des Wau oder Färber-Wau (lat.: reseda luteola), welchen Plinius herba lutea nennt, wurde ein gelber Farbstoff gewonnen. Dieser Farbstoff wurde für die Färbung des Flammeums, des Schleiers der Braut bei der Hochzeit, oder der Gewänder der Vestalinnen verwendet. In der römischen Kaiserzeit wurde aus den Wurzeln des Kurkuma (lat.: curcuma domestica) eine gelbe Farbe gewonnen, welche insbesondere für das Färben von Wolle verwendet wurde. Kurkuma (ferner gelber Ingwer, Safran-, Gilb- oder Gelbwurzel genannt) in Pulverform wurde von den Römern als terra merita bezeichnet und das Rohmaterial aus dem Orient importiert.
Der Färberwaid (lat.: Isatis tinctoria) fand unter anderem Verwendung in der Indigofärberei. Da die Vorbereitung der Waidblätter zum Färben eine weniger aufwendige Prozedur war als jene beim indischen Indigo (lat.: indigofera tinctoria), war der Färberwaid in der Blaufärberei gebräuchlich. Das in den Blättern des Färberwaid enthaltene Isatan B ist ein Vorprodukt des Indigo. Isatan gehört zur Gruppe der Glucoside und wird durch das in der Pflanze enthaltene Glucosidase fermentativ in die Vorstufe des Indigo Indoxyl und Glucose aufgespalten. Durch Oxidation bildet sich an der Luft der wasserunlösliche Indigo. Durch Zugabe von Alkali in Form von abgestandenem Urin (wegen hohem Ammoniakanteil) oder von Pottasche (=Kaliumcarbonat K2CO3) kann man die in Wasser unlösliche Substanz unter Anwendung des Reduktionsmittels Glucose in wasserlösliche sogenannte Küpe überführen. Erst in dieser Form kann man den Indigo auf Wolle, Leinen oder Baumwolle auffärben, wobei sich das Material gelb färbt. Durch Reoxidation an der Luft erhält man schließlich die blaue Indigofärbung.
Der echte indische Indigo (lat.: Indigofera tinctoria) wurde zuerst bei Vitruv in seinem Werk de architectura erwähnt, ferner wird diese Pflanze auch bei Dioskurides und Plinius genannt. Letztere kennen Herkunft, Reinigung, Verwendung und Verfälschungen des Indigos, zudem auch die Mittel die Fälschungen zu erkennen. Der Indigo wurde in der klassischen Antike überwiegend als Künstlerpigment und für Malerfarben verwendet, wobei der ähnliche Färberwaid ausschließlich zum Färben von Textilien diente. Indigo wurde ursprünglich in Ostindien angepflanzt, woher die Pflanze durch Kaufleute und Händler nach Kleinasien und Europa kam.
Für Schwarzfärbungen wurde vor allem Eichengallenextrakt (Galläpfel) verwendet, da diese einen hohen Tanningehalt (55 bis 65 % Gallusgerbsäure) aufweisen. Diesen Extrakt färbte man auf Wolle, die mit Eisen(II)-acetat vorgebeizt war. Durch diese Verbindung mit Eisensalz entsteht auf der Wolle ein Gerbstoffschwarz, welches zur Herstellung von schwarzer Tinte, sog. Eisengallustinte verwendet wurde. Diese schwarze Färbung wurde von Plinius und von Theophrastos von Eresos erwähnt. Die Rinde der Eiche wurde wegen ihres Gerbstoffgehaltes für das Färben von Kleidern verwendet.
Die Rinde der Akazie oder Babulakazie (lat.: Acacia nilotica, Acacia arabica) wurde bei den Römern für Brauntöne auf Alaunbeize und für dunkelgraubraune und schwarze Farbtöne auf Eisenbeize verwendet. Aus dem Extrakt der Blätter und der Stängel der Myrte (lat.: Myrtus commnis L.) wurde ein schwarzer Farbstoff zur Färbung der Haare hergestellt, was im Nahen Osten sehr beliebt war. Der Walnussbaum oder Persische Walnussbaum (lat.: Juglans regia) war ursprünglich in Persien und Kleinasien heimisch und wurde im 1. Jh. v. Chr. durch den Schriftsteller, Landwirt und Gelehrten Marcus Terentius Varro (116 bis 27 v. Chr.) in Italien eingeführt und fortan angepflanzt. Plinius zufolge wurden die grünen Walnussschalen zum Braunfärben von Wolle und von Haaren verwendet. Ferner benutzten die Römer die Gewöhnliche Spitzklette (lat.: Xanthium strumarium L.) um die Haare zu färben. Man verwendete die Farbe der Holunderbeeren (lat.: sambucus nigra) zum Färben von Wolle in violette Farbe, welche zuvor mit Alaunbeize bearbeitet wurde. Eine Gattung des Ginsters (lat.: genista) wurde zum Gelbfärben verwendet, heute nennt man diese Art Färber- oder Pfriemginster (Genista tinctoria L.).
Die Kenntnis von Färbepflanzen und deren Anwendung wurde durch die Römer in die eroberten Länder tradiert. Die Germanen lehrten die Römer wiederum, dass man Säfte diverser Früchte zum Färben verwenden konnte. Von den Nordeuropäern lernten die Römer beispielsweise, wie man eine grüne Mischfärbung erlangt: Man stellte zunächst eine blaue Färbung mit Waid (lat.: isatis tinctoria) her, welche dann mit dem gelben Farbstoff des Färber-Wau (lat.: reseda luteola) überfärbt wurde. Ob die Germanen tatsächlich die Lehrmeister der Römer bei dieser Färbemethode waren, erscheint ziemlich fraglich. Zwar ist eine solche Färbung für die Funde von Lonne Hede in Dänemark für das 1. Jahrhundert n. Chr. belegt, aber etwa zeitgleich fand man entsprechende Färbungen auch bei Analysen von Textilien verschiedener Ausgrabungsstätten des Römerreiches. Die Gallier erhielten grüne Wolle durch das Färben mit einer Mischung aus unreifen schwarzen Johannisbeeren (lat.: ribes nigrum) und Wacholderbeeren (lat.: juniperus communis). Ferner wurden hier die Heidelbeeren (lat.: vaccinium myrtillus L.) zum Färben von Sklavenkleidung in violetter Farbe verwendet.

## Färbemethoden der Germanen und anderer nordeuropäischer Völker
Funde von Textilresten und vollständig erhaltenen Kleidungsstücken, die in Mooren und Baumsärgen in Norddeutschland, Dänemark und Schweden konserviert wurden, geben Hinweise, auf welche Art die Germanen ihre Textilien färbten. Da Moorfunde von Textilien durch die Huminsäuren (gebildet aus den Überresten abgestorbener Lebewesen im Boden) des Moores meist stark braun gefärbt sind, kann man andere Farbstoffe mit bloßem Auge meist nicht erkennen. Als einer der interessantesten Funde gilt der etwa 1600 Jahre alte Thorsberger Prachtmantel. Das Stück wurde 1859 im Thorsberger Moor in Schleswig-Holstein gefunden. Die vielen Fragmente wurden auf eine Stoffunterlage genäht und konnten zu einer Einheit rekonstruiert werden. Zunächst waren die Textilfragmente durch das Moor völlig braun gefärbt, erst durch Farbstoffanalyse wurde Indigo (von einer Färbung mit Waid) nachgewiesen. Eine Rekonstruktion des Thorsberger Prachtmantels wurde durch das Tuch und Technik Textilmuseum Neumünster (Schleswig-Holstein) hergestellt.
Tacitus gibt in seinem Werk Germania wenig Hinweise auf die von den Germanen verwendeten Farbstoffe, erwähnt jedoch: „Bei den Germanen unterscheidet sich die Tracht der Weiber durch nichts von der Tracht der Männer. Nur hüllen sie sich öfter in leinene Gewänder die sie bunt mit Purpur verbrämen.“ Dieser erwähnte Purpur war wahrscheinlich kein echter Purpur, den Germanen stand wohl eher Krapp und noch wahrscheinlicher Labkraut als rotes Färbemittel zur Verfügung. Hierfür dienten wiederum die rotfärbenden Wurzeln diverser Labkräuter (lat.: galium), wie beispielsweise Echtes Labkraut (lat.: galium verum) und Wiesen-Labkraut (lat.: galium mollugo).
Die Blüten des Färber-Ginsters (lat.: genista tinctoria) wurden zum Gelbfärben verwendet, ferner auch das Kraut des Rainfarnes (lat.: tanacetum vulgare) und die Blätter, Stängel und Samen des Färber-Wau (lat.: reseda luteola). Weiterhin können Färbungen mit Hilfe von Flechten und Pilzen in Frage kommen, allerdings steht hier die Entwicklung von Nachweisverfahren für diese Färbestoffe noch am Anfang.

## Geschichte der Pigmente, Vorkommen und Verwendung
Bereits in den Höhlenmalereien von Südfrankreich und Spanien gibt es Befunde von prähistorischer Malerei, die mittels rotem und gelbem Ocker, Ruß und Pflanzenschwarz gefertigt wurden. Insbesondere die Phasen der ägyptischen Malereien sind sehr gut erforscht. Durch die große Anzahl an Wandmalereien, bemalten Stein- und Holzskulpturen, farbigen Stein- und Keramikgefäßen und mit Zeichnungen versehenen Papyri konnte man bereits im 19. Jh. klären, welche Pigmente in Ägypten verwendet wurden. Durch Untersuchungen, welche das Rathgen-Forschungslabor Berlin (siehe Literaturliste) durchführte, wurden 1974 folgende neue Kenntnisse gewonnen: Huntit wurde als Material zum Ausreiben von Ritzdekor in nubischer Keramik verwendet, Kobaltblau trat nur als Reaktionsprodukt beim Brand von Keramik auf, ferner wurden die Pigmente Paratacamit und Chrysokoll nachgewiesen. Eine weitere gut erschlossene Gruppe von Pigmenten bezieht sich auf die Epoche der griechischen Wandmalerei des 3. Jahrtausends v. Chr. bis in die römische Zeit. Wie auch im ägyptischen Bereich wurden hier Kalkfarbe, gelber und roter Ocker, Hämatit, sehr häufig Cinnabarit (Zinnober), Ägyptisch Blau, Malachit und schwarze Kohlenstoffpigmente verwendet. Ägyptischblau ist bereits um 3000 v. Chr. auf Knossos und um 2500 v. Chr. auf Keros nachgewiesen. Forscher entdeckten, dass auf Knossos bereits in der Zeit um 1700/1600 v. Chr. ein natürlich vorkommendes Blau namentlich Glaukophan – entweder in reiner Form, meist aber mit Ägyptischblau vermischt – verwendet wurde. Später wurde dieses Pigment auch in Thera auf Santorin nachgewiesen. Um 330 v. Chr. entdeckte man die Verwendung des Krapp in Form von rosa Pigment zur Bemalung von Terrakottafiguren. Frühere Spuren führen nach Zypern in das siebente Jahrhundert v. Chr.
Am besten informiert ist die heutige Forschung jedoch über die Verwendung der Pigmente in römischer Zeit. Das Wissen stützt sich hauptsächlich auf die Ausgrabungen in Pompeji, welche ein sehr reiches Fundmaterial lieferten, da u. a. Läden von Farbhändlern nachgewiesen wurden.
Ferner war die Entdeckung einer römischen Villa auf einem Feld bei St. Médard des Prés in Frankreich ein wegweisender Fund. Etwa 80 m von dem Gebäude entfernt lag das Grab einer Frau, der Grabbeigaben wie Malerwerkzeuge, Mörser, Reibstein, Löffel, Pinsel, ferner etwa 80 Glasfläschchen mit Pigmenten und Bindemitteln beigegeben wurden.
1988 wurde ein Grab bei Herne – St. Hubert in Belgien aufgedeckt, in dem sich über 100 Farbwürfel und Malerwerkzeug befanden.

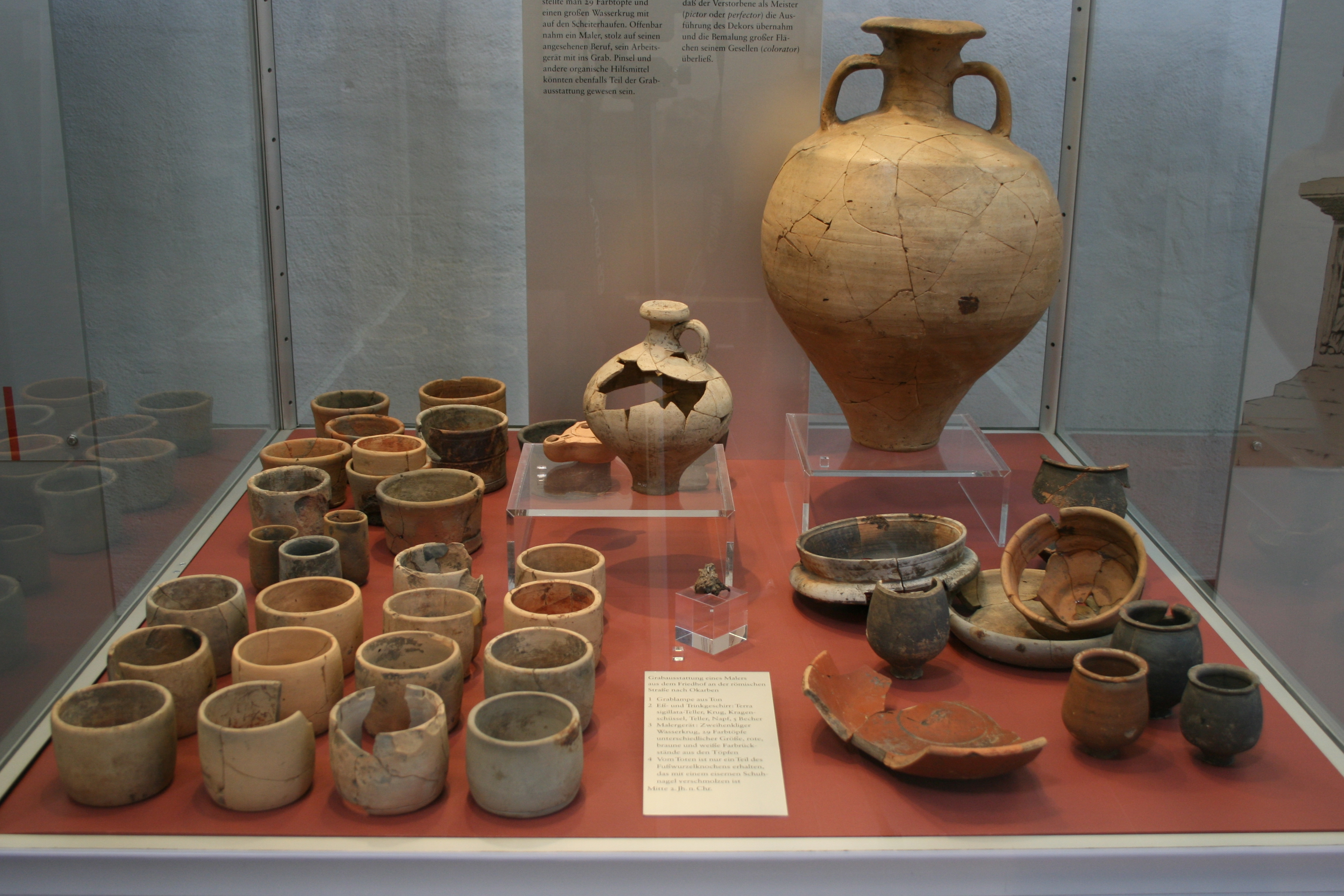
Das sogenannte Malergrab aus Nida-Heddernheim im Archäologischen Museum Frankfurt

Das Grab eines römischen Malers aus einem Gräberfeld von Nida-Heddernheim enthielt 29 Farbtöpfe, größtenteils mit Farbresten. Dem Maler standen die als Grundfarben Roter Ocker, Kupferblau, Bleiweiß und Sandarak zur Verfügung. Das Grab befindet sich heute in der Dauerausstellung des Archäologischen Museums Frankfurt.
Die wichtigste wissenschaftliche Arbeit über Pigmente erschien im Jahre 1967 von S. Augusti, I colori pompeiani über die in Pompeji gefundenen Materialien. Insgesamt untersuchte er 27 weiße, 16 graue, 49 gelbe, 51 rote, 12 grüne, 46 blaue, 19 violette und eine schwarze Pigmentprobe.
Bei weißen Pigmenten unterscheidet Augusti eine Reihe Kreidesorten, welche sich durch Beimengungen unterscheiden. Das in der antiken Literatur genannte paraetonium hält er für ein Material mit geringem Anteil an Kieselsäuren, Magnesium und Phosphaten. Ferner glaubt Augusti die Kreidesorten aus verschiedenen Lagerstätten (melinum, erertira, selinusa, creta anularia und cimola) unterscheiden zu können. Bleiweiß konnte Augusti in Pompeji jedoch nicht nachweisen. Bei den gelben Pigmenten stieß der Forscher relativ häufig auf das gelbe Bleioxid (PbO) Massicotit, was in der Malerei jedoch aufgrund der geringen Lichtbeständigkeit und der daraus resultierenden raschen Verfärbung in Braun nicht nachgewiesen ist. Bei roten Pigmenten überwiegen diverse Arten von rotem Ocker, seltener Zinnober, Mennige und Realgar, während als rotviolettes Element sehr häufig Purpur auf kalkhaltigem oder kieselhaltigem Substrat nachgewiesen wurde. Augusti konnte als blaues Pigment in nur das Ägyptischblau nachweisen, Azurit, Ultramarin und Indigo sind in der antiken Literatur zwar oft genannt, jedoch in Pompeji nicht nachgewiesen. Bei grünen Pigmenten konnte er Grünspan, seltener Malachit oder Grüne Erde nachweisen. Die einzige schwarze Probe stellte sich als Kohlenstoffschwarz heraus.